# Guillaume Fillastre
Guillaume Fillastre (La Suze-sur-Sarthe, 1348 – Roma, 6 novembre 1428) è stato un cardinale francese, chiamato il cardinale di San Marco.

## Biografia
Nacque a La Suze-sur-Sarthe nel Maine francese, da una famiglia originaria della Borgogna.
Morto il 6 novembre 1428 a Roma, fu sepolto nella basilica di San Crisogono.